# André-Louis Desprez
Pour les articles homonymes, voir Desprez.
André Louis Deprez est un homme politique français né le 23 juin 1839 à Harnes (Pas-de-Calais) et mort le 15 mars 1900 à Paris.
Notaire à Lens, il est maire de Lens et conseiller général. Il est maire de Harnes en 1889, vice-président du conseil général du Pas-de-Calais, président de la chambre de commerce de Béthune et président de la délégation cantonale de Lens. Il est député du Pas-de-Calais de 1881 à 1885 et de 1889 à 1891, et sénateur de 1891 à 1900.

## Sources
- « André-Louis Desprez », dans Adolphe Robert et Gaston Cougny, Dictionnaire des parlementaires français, Edgar Bourloton, 1889-1891 [détail de l’édition]
- « André-Louis Desprez », dans le Dictionnaire des parlementaires français (1889-1940), sous la direction de Jean Jolly, PUF, 1960 [détail de l’édition]